# Antocha (Orimargula) venosa
Antocha (Orimargula) venosa is een tweevleugelige uit de familie steltmuggen (Limoniidae). De soort komt voor in het Afrotropisch gebied.